# Toms River
Toms River és una població dels Estats Units a l'estat de Nova Jersey. Segons el cens del 2007 tenia 95.148 habitants.

## Demografia
Segons el cens del 2000, Toms River tenia 89.706 habitants, 33.510 habitatges, i 24.428 famílies. La densitat de població era de 845,4 habitants/km².
Dels 33.510 habitatges en un 31,2% hi vivien nens de menys de 18 anys, en un 59,1% hi vivien parelles casades, en un 10,5% dones solteres, i en un 27,1% no eren unitats familiars. En el 22,7% dels habitatges hi vivien persones soles l'11% de les quals corresponia a persones de 65 anys o més que vivien soles. El nombre mitjà de persones vivint en cada habitatge era de 2,62 i el nombre mitjà de persones que vivien en cada família era de 3,09.
Per edats la població es repartia de la següent manera: un 23,3% tenia menys de 18 anys, un 7,2% entre 18 i 24, un 27,2% entre 25 i 44, un 25,1% de 45 a 60 i un 17,2% 65 anys o més.
L'edat mediana era de 40 anys. Per cada 100 dones de 18 o més anys hi havia 89,1 homes.
La renda mediana per habitatge era de 54.776 $ i la renda mediana per família de 62.561 $. Els homes tenien una renda mediana de 47.390 $ mentre que les dones 30.834 $. La renda per capita de la població era de 25.010 $. Aproximadament el 4% de les famílies i el 5,7% de la població estaven per davall del llindar de pobresa.

## Poblacions més properes
El següent diagrama mostra les poblacions més properes.